# Littlefield (Texas)
Littlefield ist eine Stadt im Westen des Bundesstaats Texas in den Vereinigten Staaten. Das U.S. Census Bureau hat bei der Volkszählung 2020 eine Einwohnerzahl von 5.943 ermittelt.
Der Ort ist Verwaltungssitz von Lamb County. Die umliegende Region ist stark vom Baumwollanbau geprägt, eine große Denim-Fabrik ist in Littlefield ansässig.

## Söhne und Töchter der Stadt
- Waylon Jennings (1937–2002), Countrysänger und -musiker; er kreierte die treffende Charakterisierung Littlefields als "suburb of a cotton patch"
- Tom Jones (1928–2023), Musical-Texter und Autor